# Сказочный патруль. Хроники чудес
«Сказочный патруль. Хроники чудес» — российский мультсериал студии «Паровоз», действие которого происходит во вселенной «Сказочного патруля».

## Сюжет
Мультсериал ориентирован на детскую аудиторию от трех лет. Каждая серия рассказывает об уже знакомых юным зрителям персонажах «Сказочного патруля» — Коте Ученом, Цветике-Разноцветике, Шушике, Ядвиге Петровне, Василисе Васильевне, Лешем, самих девочках-волшебницах и многих других. Сюжеты и истории, выполненные в стиле комиксов раскрывают этих героев и объясняют мотивы их поступков. Зрители узнают о тайнах и прошлом, которые были ранее скрыты. Рисовка выполнена в стиле японских комиксов.

## Персонажи

### Главные персонажи
- Алёна Рыжова (Алёнка) — непоседливая школьница, оптимистка. Алёнка веселая и бесхитростная. Очень общительная и говорливая, часто говорит не по делу. Легкомысленная: сначала делает, потом думает. Ей хочется «всего и сразу», поэтому часто она ленится тренировать свои способности, что приводит к разного рода казусам. Местная жительница города Мышкин. Боится ежей. Только начинает знакомство с миром магии. Стихия — Огонь (пирокинез).
- Варвара-Краса Длинная Коса (Варя) — неунывающая и ответственная героиня, лидер команды «Сказочный патруль». Уверена в себе, категорична и прямолинейна. Острая на язык Варя не всегда соблюдает тактичность, но бесстрашие, сила и ловкость делают её настоящим бойцом и защитником. Боится змей. Стихия — Воздух, магические навыки — управление полётом, ветром и телепортация. Лучшая подруга Королевы Селесты.
- Марья-Искусница (Маша) — умная, практичная, стремится все делать по правилам и по заранее разработанному плану. Отличница, изобретательница, прекрасно разбирается в любой технике, как в сказочной, так и в человеческих гаджетах. Старается контролировать свои эмоции. Боится пауков. Стихия — Земля, магический навык — управление растениями (фитокинез).
- Снегурочка (Снежка) — добрая и спокойная девочка. Задумчивая и молчаливая, спокойная и деликатная. Предпочитает не вмешиваться во внутренние конфликты девочек. Немного инфантильна, восторженная, всё принимает за «чистую правду». Привязана к своему «другу детства» — плюшевому зайке. Боится своего учителя профессора Кривозуба. Внучка Деда Мороза, племянница Снежной королевы и лучшая подруга Васи Сидорова. Стихия — Вода, магический навык — управление снегом и льдом (криокинез).

### Второстепенные персонажи
- Кот Учёный — самый образованный, эксцентричный и харизматичный кот на свете. Имеет наивысшую награду сказочного мира — медаль «первого хранителя» и звание самого элегантного джентльмена.
- Леший — угрюмый и немногословный хранитель Волшебного леса. За его мрачным обликом скрывается доброе сердце и обостренное чувство справедливости.
- Белый Мышонок (Шушик) — маленький непоседа, озорник и мечтатель. Питомец Маши. Обожает сыр, приключения и веселые игры.
- Иванушка — потомственный маг и продолжатель старинного рода волшебников. Но из-за свойственной ему лени и неорганизованности частенько попадает в неприятности.
- Водяной — добродушный и немного эксцентричный правитель подводного города. Водяной обожает игры, веселье и праздники. В душе большой ребенок. Настоящий и преданный друг.
- Фома и Ерема — неугомонные братья-близнецы. Хотя они частенько спорят и ссорятся, но на самом деле жить друг без друга не могут. Их страсть — изобретательство, шутки и розыгрыши.
- Шикан — музыкант, кумир и звезда Сказочного мира. Шикан виртуозно владеет любыми музыкальными инструментами. Обожает эпатаж, восторги публики и аплодисменты. Бывает немного заносчив, но, если кто-то попал в беду, несмотря ни на какие опасности, придет на помощь первым.
- Дриада — хранительница Дерева Жизни. Дриада обладает не только глубокой любовью ко всему живому, но и стойкостью и силой духа настоящей воительницы, способной защитить хрупкий мир от любых опасностей.
- Котофеечка — удивительное и прекрасное существо, на одну половину кошечка на другую — фея. Котофеечки живут в Волшебном лесу в самых красивых цветах и имеют удивительный дар лечить и помогать растениям. Еще они замечательно поют, хорошо работают как команда(делая вид кого они изображают, например в злое лицо или даже мини-портрет Сказочного Патруля) и играют на музыкальных инструментах.
- Ядвига Петровна — сильная, могучая и своенравная волшебница. В прошлом лесная ведьма, путешественница и исследовательница. Нет ни одного самого дальнего уголка Волшебного мира, где бы она не побывала. Она знаток волшебных растений, эксперт в зельеварении и просто любительница всего нового и неизведанного.
- Зайка — плюшевая ожившая игрушка, друг Снежки. Трогательный, добрый и чувствительный. Разговаривает «писком».
- Огонёк (Огнекошка) — воплощение огненной магии Аленки. Ее элементаль, верный друг и спутник во всех приключениях. Может быть милым и игривым, но, если его разозлить, то может вырасти в размере и вспыхнуть, как настоящий костер.

## Премьера
1 июня 2019 года в 17:00 по МСК на главной сцене «Мультимира» состоялась премьера сериала «Сказочный патруль. Хроники чудес». Его первая серия называется «Путешествие Зайки» и повествует о приключениях Зайки, забытого Снежкой в автобусе по дороге в Мышкин.
Премьера мультфильма для более широкой аудитории зрителей состоится 2 августа в приложении Мульт, а на YouTube вышла 27 августа 2019 года.

## Роли озвучивали
| Актёр               | Персонаж/Роль |
| ------------------- | --- |
| Мирослава Карпович  | Аленка (1-26 серии) |
| Анфиса Вистингаузен | Аленка (с 27 серии) |
| Ольга Кузьмина      | Варя |
| Юлия Александрова   | Маша, мама Маши |
| Полина Кутепова     | Снежка |
| Глафира Тарханова   | Алиса |
| Иван Жвакин         | Леший |
| Андрей Рожков       | Кот учёный |
| Юлия Зимина         | Василиса Васильевна |
| Прохор Чеховской    | Мышиный король, Иванушка, Владик, Так |
| Ян Алабушев         | Шушик |
| Диомид Виноградов   | Цветик-Семицветик, Чёрный мышонок, Дед Мороз, Фома, Ерема, гномы, Почтальон, Бим Бом, Граф Дракула, Профессор Кривозуб (Крив Кузьмич), Шеф Волколаков, Карабас-Барабас |
| Дария Ставрович     | Мальвина |
| Эвелина Блёданс     | Ядвига Петровна |
| Людмила Гнилова     | бабушка Алёнки |
| Евгений Головин     | папа Маши |
| Борис Репетур       | Водяной |
| Наталья Козлова     | Волшебная щука |
| Виктория Клинкова   | Селеста |
| Екатерина Рогачкова | Дриада |
| Глеб Кулагин        | Вася Сидоров |
| Даниил Эльдаров     | Кощей Бессмертный (мэр города), Ин Ибн Дюк, Тик, Сказочник, Белый рыцарь, Волод, Толстый и Тонький, Эй, Профессор Звездочёт, Комментатор, Диктор рекламы               |
| Влад Красавин       | Шикан, Саша Абрикосов |
| Ольга Зубкова       | Снежная королева, Пряничная ведьма |
| Иван Литвинов       | Тролль-музыкант, Король троллей, Оз, Великан, Альберто |
| Антон Лёвкин        | Диктор Ярмарки |
| Иван Калинин        | Принцесса гномов, Железяка Младший, Корвин |
| Анастасия Лапина    | Медуза Горгона |
| Елена Соловьёва     | Моргана |
| Дарья Кузнецова     | Настасья Микулишна, Кика |
| Ольга Шорохова      | Несмеяна |
| Татьяна Абрамова    | Любава |
| Евгений Михеев      | Астер |

## Фестивали и награды
- 2020 — Национальная детская премия «Главные герои» в номинации «Главная премьера российского анимационного сериала»[2]

## Съёмочная группа
| Режиссёр               | Александра Беспалова, Кирилл Федулов, Дарья Рудь, Полина Морозова               |
| Сценарий               | Мария Парфёнова, Евгений Головин, Антон Ланшаков, Юлия Иванова, Иордан Кефалиди |
| Продюсеры              | Татьяна Цыварева, Евгений Головин, Антон Сметанкин                              |
| Композиторы            | Сергей Боголюбский, Дария Ставрович, Александр Биллион                          |
| Художники-постановщики | Ирина Певнева                                                                   |

## Список серий
| №  | Название                      | Дата премьеры в приложении «МУЛЬТ» | Дата премьеры на YouTube |
| 1  | Путешествие Зайки             | 2 августа 2019                     | 27 августа 2019          |
| 2  | Пробуждение огня              | 16 августа 2019                    | 12 сентября 2019         |
| 3  | Путь Разноцветика             | 30 августа 2019                    | 25 сентября 2019         |
| 4  | Секрет лесной девочки         | 6 сентября 2019                    | 20 сентября 2019         |
| 5  | Дерево Раздора                | 11 октября 2019                    | 25 октября 2019          |
| 6  | Тише, мыши!                   | 1 ноября 2019                      | 15 ноября 2019           |
| 7  | Нерадивый ученик              | 15 ноября 2019                     | 29 ноября 2019           |
| 8  | Волшебные правила             | 7 декабря 2019                     | 20 декабря 2019          |
| 9  | Сокровище дружбы              | 10 января 2020                     | 24 января 2020           |
| 10 | Братья-изобретатели           | 14 февраля 2020                    | 7 марта 2020             |
| 11 | Ветер перемен                 | 27 декабря 2019                    | 7 января 2020            |
| 12 | Полярное Чудо                 | 24 декабря 2019                    | 10 января 2020           |
| 13 | Первый Хранитель              | 7 февраля 2020                     | 21 февраля 2020          |
| 14 | Волшебная гитара              | 3 апреля 2020                      | 23 апреля 2020           |
| 15 | Волшебные гастроли            | 17 апреля 2020                     | 15 мая 2020              |
| 16 | Великое дерево                | 22 мая 2020                        | 5 июня 2020              |
| 17 | Чудесные краски               | 24 апреля 2020                     | 22 мая 2020              |
| 18 | Соловей и разбойники          | 5 июня 2020                        | 26 июня 2020             |
| 19 | Плакунчик                     | 3 июля 2020                        | 21 июля 2020             |
| 20 | Тролль и Арфа                 | 10 июля 2020                       | 31 июля 2020             |
| 21 | Секрет полёта                 | 13 ноября 2020                     | 24 декабря 2020          |
| 22 | Зов магии                     | 7 августа 2020                     | 25 августа 2020          |
| 23 | Пришельцы из сказки           | 21 августа 2020                    | 4 сентября 2020          |
| 24 | Снежная быль                  | 4 декабря 2020                     | 18 декабря 2020          |
| 25 | Посох времени                 | 27 ноября 2020                     | 11 декабря 2020          |
| 26 | Тайна волшебного острова      | 30 октября 2020                    | 13 ноября 2020           |
| 27 | Там, на неизведанных дорожках | 21 мая 2021                        | 11 июня 2021             |
| 28 | Подарок колдуна               | 28 мая 2021                        | 25 июня 2021             |
| 29 | Символ красоты                | 4 июня 2021                        | 1 июля 2021              |
| 30 | Слеза Горыныча                | 11 июня 2021                       | 9 июля 2021              |
| 31 | Подарок Пегаса                | 18 июня 2021                       | 16 июля 2021             |
| 32 | Волшебные таланты             | 25 июня 2021                       | 23 июля 2021             |
| 33 | Часы времени                  | 3 сентября 2021                    | 16 сентября 2021         |
| 34 | Игрушечная история            | 17 сентября 2021                   | 30 сентября 2021         |
| 35 | Пряничный домик               | 1 октября 2021                     | 20 октября 2021          |
| 36 | Часовые человечки             | 8 октября 2021                     | 26 октября 2021          |
| 37 | История Медузы                | 15 октября 2021                    | 4 ноября 2021            |
| 38 | Настоящая принцесса           | 22 октября 2021                    | 11 ноября 2021           |
| 39 | Героическая история           | 24 декабря 2021                    | 21 января 2022           |
| 40 | Величайший нянь               | 7 января 2022                      | 27 января 2022           |
| 41 | Вперёд, в будущее             | 21 января 2022                     | 4 февраля 2022           |
| 42 | Великанский этикет            | 4 февраля 2022                     | 18 февраля 2022          |
| 43 | Дива сказочного мира          | 18 февраля 2022                    | 10 марта 2022            |
| 44 | Однажды в сказке              | 25 февраля 2022                    | 1 апреля 2022            |
| 45 | В гостях у бабушки            | 11 марта 2022                      | 3 мая 2022               |
| 46 | Шутка времени                 | 8 апреля 2022                      | 11 мая 2022              |
| 47 | Ужасно весёлая история        | 20 мая 2022                        | 24 июня 2022             |
| 48 | Сказочный вкус                | 27 мая 2022                        | 29 июня 2022             |
| 49 | Наследие духов огня           | 10 июня 2022                       | 11 июля 2022             |
| 50 | Становление кузнеца           | 1 июля 2022                        | 4 августа 2022           |
| 51 | Идеальные доспехи             | 22 июня 2022                       | 26 августа 2022          |
| 52 | Птичья история                | 5 августа 2022                     | 9 сентября 2022          |
| 53 | Маг огня                      | 26 августа 2022                    | 28 сентября 2022         |
| 54 | Победный танец                | 16 сентября 2022                   | 19 марта 2023            |
| 55 | Урок флайтбола                | 14 октября 2022                    | 14 ноября 2022           |
| 56 | Настасья Микулишна            | 23 сентября 2022                   | 24 октября 2022          |
| 57 | Работа по призванию           | 28 октября 2022                    | 30 ноября 2022           |
| 58 | Самая вредная                 | 18 ноября 2022                     | 18 декабря 2022          |
| 59 | Как Звездочёт Кривозуба спас  | 9 декабря 2022                     | 11 января 2023           |
| 60 | Мемуары злодея                | 6 января 2023                      | 10 февраля 2023          |
| 61 | Несмешная история             | 20 января 2023                     | 22 февраля 2023          |
| 62 | Тот самый день                | 10 февраля 2023                    | 10 марта 2023            |
| 63 | Лучший учитель                | 3 марта 2023                       | 3 апреля 2023            |
| 64 | Золотые руки                  | 17 марта 2023                      | 17 апреля 2023           |
| 65 | Волшебный атлас               | 7 апреля 2023                      | 7 мая 2023               |
| 66 | Эй, ты где?                   | 28 апреля 2023                     | 28 мая 2023              |
| 67 | Идеальная принцесса           | 12 мая 2023                        | 12 июня 2023             |
| 68 | Птица счастья                 | 2 июня 2023                        | 4 июля 2023              |
| 69 | Хлоп прекрасный               | 7 июля 2023                        | 9 августа 2023           |
| 70 | Волшебные каникулы            | 23 июня 2023                       | 31 июля 2023             |
| 71 | Трудно быть принцессой        | 28 июля 2023                       | 4 сентября 2023          |
| 72 | Настоящая победа              | 25 августа 2023                    | 28 сентября 2023         |
| 73 | Пришельцы из будущего         | 11 августа 2023                    | 13 сентября 2023         |
| 74 | Подарок                       | 15 сентября 2023                   | 21 октября 2023          |
| 75 | Фиаско злодея                 | 28 сентября 2023                   | 30 октября 2023          |
| 76 | Рождение Ворона               | 20 октября 2023                    | 30 ноября 2023           |
| 77 | Волшебная комната             | 10 ноября 2023                     | 11 декабря 2023          |
| 78 | Сказочные мечты               | 24 ноября 2023                     | 26 декабря 2023          |